# Saint-Tricat
Saint-Tricat (Nederlands: Sinterkaas) is een gemeente in het Franse departement Pas-de-Calais (regio Hauts-de-France) en telt 614 inwoners (1999). De plaats maakt deel uit van het arrondissement Calais.
Het dorp heette oorspronkelijk Markenesse (12e eeuw). De patroonheilige was Sint-Nicasius die er tot de 16e eeuw in het Vlaams Sintercaas genoemd werd, en deze naam werd verfranst tot Saint-Tricat.

## Geografie
De oppervlakte van Saint-Tricat bedraagt 7,3 km², de bevolkingsdichtheid is 84,1 inwoners per km².
De onderstaande kaart toont de ligging van Saint-Tricat met de belangrijkste infrastructuur en aangrenzende gemeenten.

## Demografie
Onderstaande figuur toont het verloop van het inwonertal (bron: INSEE-tellingen).